# 1739 w literaturze
Wydarzenia literackie w 1739 roku.

## nowe książki
- 1739–1740 David Hume Traktat o naturze ludzkiej  (Essay on Human Nature)